# My Next Life as a Villainess: All Routes Lead to Doom!
My Next Life as a Villainess: All Routes Lead to Doom! (乙女ゲームの破滅フラグしかない悪役令嬢に転生してしまった…?, Otome Gēmu no hametsu Furagu shika nai akuyaku reijō ni tensei shite shimatta…, lett. "Mi sono reincarnata in un gioco otome come una cattiva con solo eventi spiacevoli..."), noto anche con l'abbreviazione HameFura (はめふら?), è una serie di light novel scritta da Satoru Yamaguchi, illustrata da Nami Hidaka e pubblicata a partire dal 2015. La light novel è basata sui romanzi scritti dallo stesso Satoru Yamaguchi, pubblicati dal 2014 sul sito web Shōsetsuka ni narō.
Dalla light novel sono stati tratti un adattamento manga, un manga spin-off e due serie anime televisive.

## Trama
Catarina Claes è un'altezzosa nobile in un videogioco otome chiamato Fortune Lover; un giorno, dopo aver battuto accidentalmente la testa, la giovane si ricorda della sua vita precedente, nella quale era una diciassettenne che viveva nel "mondo reale" ed era solita divertirsi proprio giocando a Fortune Lover. Contemporaneamente, Catarina si ricorda che per lei sono destinati solo finali spiacevoli: nel migliore dei casi sarà infatti costretta all'esilio, mentre nel peggiore finirà uccisa. La ragazza decide così di cambiare il proprio futuro e di farsi benvolere da tutti gli altri personaggi del videogioco.

## Personaggi

I protagonisti nell'anime. Da sinistra: Geordo, Sophia, Nicol, Catarina, Alan, Maria, Keith e Mary

Catarina Claes (カタリナ・クラエス?, Katarina Kuraesu)
Doppiata da: Maaya Uchida
Una studentessa della scuole superiori e otaku di 17 anni che si è reincarnata nell'antagonista del videogioco otome Fortune Lover dopo essere stata investita da un'auto mentre andava a scuola. Avendo una vasta conoscenza del gioco che la sua amica Atsuko le ha prestato, cambia intenzionalmente le scene più importanti del gioco, alterando il proprio percorso per evitare quanti più finali negativi possibili che corrispondono alla rovina. Anche se la sua magia della terra è debole, compensa con un eccellente carisma ed è persino in grado di sconfiggere Sirius e Keith nella seconda stagione dell'anime quando vengono controllati dalla magia oscura. La sua natura di buon cuore porta molti dei personaggi principali ad innamorarsi di lei, ma Catarina è troppo ottusa per capire le loro vere intenzione. Inoltre, nella sua mente, ha cinque personalità di se stessa, che discutono e risolvono i vari problemi ogni volta che è in crisi o, in alcuni casi, ricordano momenti del gioco originale nel mondo reale.
Geordo Stuart (ジオルド・スティアート?, Jiorudo Sutiāto)
Doppiato da: Shōta Aoi, Asami Setō (da bambino)
Un principe che divenne il fidanzato di Catarina dopo averla inavvertitamente fatta inciampare e battere la testa, costringendolo ad assumersi la responsabilità dell'incidente. Nel gioco, Catarina usa questo a suo vantaggio per monopolizzarlo per se stessa. Nel finale positivo esilia Catarina e sposa la protagonista, mentre in quello negativo uccide Catarina e abbandona l'eroina per il senso di colpa. Grazie ai continui sforzi di Catarina per migliorare se stessa ed evitare finali negativi, Geordo ha sviluppato sentimenti genuini per lei e cerca continuamente di dimostrare il suo affetto confermando il loro fidanzamento. Tuttavia, viene trascurato dall'incomprensione di Catarina dopo che le è passato il dolore alla testa.
Keith Claes (キース・クラエス?, Kīsu Kuraesu)
Doppiato da: Tetsuya Kakihara, Sora Amamiya (da bambino)
Il fratello adottivo di  Catarina e un prodigio della magia della terra. Figlio di un lontano parente del duca Claes, il padre di Catarina lo adottò dopo il suo fidanzamento con Geordo allo scopo di assicurarsi che il nome della famiglia Claes continui a essere portato avanti. Nel gioco, Catarina lo maltratta credendo che sia un figlio illegittimo di suo padre, e una volta cresciuto diventa un donnaiolo. Nel finale positivo, fa esiliare Catarina e abbandona i suoi modi da donnaiolo per stare con la protagonista, mentre in quello negativo uccide sua sorella in un impeto di rabbia prima di scomparire. Per evitare questi epiloghi, Catarina fa di tutto per essere una buona sorella con lui, il che migliora la loro relazione, ma porta anche Keith ad essere protettivo nei suoi confronti in modo che non finisca nei guaii, anche se il più delle volte senza alcun risultato. Nonostante sia suo fratello, inizia a provare dei sentimenti per Catarina.
Alan Stuart (アラン・スティアート?, Aran Sutiāto)
Doppiato da: Tatsuhisa Suzuki, Mutsumi Tamura (da bambino)
Fratello gemello di Geordo e fidanzato di Mary. In passato era geloso del fratello più talentuoso, il che lo rendeva introverso. Nel gioco, Catarina non appare nel suo percorso, poiché Mary funge invece da personaggio rivale in questa circostanza. Dopo che Catarina è diventata amica di Mary, Alan si è arrabbiato per il modo in cui lei lo ignora costantemente a suo favore. Questo lo porta a sfidare Catarina a una serie di gare di arrampicata sugli alberi, che lei vince facilmente finché non decide di sfidarsi a suonare il pianoforte. Col tempo, lui e Catarina diventano amici e anche il rapporto con il fratello migliora. Sebbene abbia una cotta per Catarina, deve ancora rendersene conto per via della costante interferenza di Mary.
Nicol Ascart (ニコル・アスカルト?, Nikoru Asukaruto)
Doppiato da: Yoshitsugu Matsuoka, M.A.O (da bambino)
Amico d'infanzia di Geordo e Alan e fratello di Sophia. È considerato bello da tutti coloro che lo guardano, con un sorriso che può affascinare sia i maschi che le femmine. I dettagli riguardanti la sua storia nel gioco sono pochi, dal momento che Catarina non ha mai seguito il suo percorso. La principale rivale presente nella sua storia è Sophia Ascart, sua sorella minore, che è piuttosto iperprotettiva nei suoi confronti. Nonostante ciò sembra aver sviluppato una cotta per Catarina dopo che lei lo ha convinto ad aprirsi con lei.
Mary Hunt (メアリ・ハント?, Meari Hanto)
Doppiata da: Miho Okasaki
La fidanzata di Alan e il personaggio rivale durante il suo percorso nel gioco. Anche se lei e Catarina non avevano alcuna relazione nel gioco, è diventata buona amica dell'attuale Catarina dopo che quest'ultima ha elogiato le sue abilità di giardinaggio. Nel gioco, si innamora di Alan dopo che lui ha elogiato il suo giardino. Tuttavia, siccome Catarina l'ha elogiata per prima per lo stesso motivo, ciò ha portato Mary a provare dei sentimenti romantici per lei, creando così una piccola rivalità tra Catarina e Alan. Nonostante sia amica di Catarina, si sforza di ridurre al minimo la concorrenza e rimanere l'interesse amoroso di Alan.
Sophia Ascart (ソフィア・アスカルト?, Sofia Asukaruto)
Doppiata da: Inori Minase
La sorella di Nicol e il personaggio rivale durante il suo percorso nel gioco, anche se i dettagli riguardanti la sua storia sono pochi poiché Catarina non ha mai scelto quel percorso. Era considerata maledetta per via dei suoi capelli argentati e degli occhi rossi, costringendola a vivere una vita ritirata finché non ha incontrato Catarina, con cui ha iniziato ad aprirsi per via dell'interesse in comune per i libri romantici e l'offerta di diventare sua amica. In seguito viene rivelato che in realtà è la reincarnazione di Atsuko Sasaki (佐々木 敦子?, Sasaki Atsuko), la migliore amica di Catarina durante la sua vita precedente.
Maria Campbell (マリア・キャンベル?, Maria Kyanberu)
Doppiata da: Saori Hayami
Una ragazza che, in Fortune Lover, era la protagonista e l'originario bersaglio del bullismo di Catarina. Dato che Catarina è diventata molto più gentile e carismatica, Maria ironicamente finisce per innamorarsi di lei, il che a sua volta dà a Maria un percorso tutto suo come Catarina. È in grado di fare uso di una magia della luce rara per una persona comune, che però l'ha portata ad essere isolata durante la sua infanzia. Catarina diventa sua amica per il suo amore per i dolci, che Maria è molto brava a preparare.
Sirius Dieke (シリウス・ディーク?, Shiriusu Dīku) / Raphael Walt (ラファエル・ウォルト?, Rafaeru Woruto)
Doppiato da: Toshiki Masuda, Yōko Hikasa (da bambino)
Uno studente del secondo anno e presidente del consiglio studentesco, che in Fortune Lover aveva un ruolo secondario. Possiede la leggendaria magia oscura ed è il secondo antagonista in un percorso segreto dove se la protagonista non lo conquista se si segue quel percorso, tutti i personaggi vengono uccisi, portando così a un finale negativo. Durante la sua infanzia, lui e sua madre furono rapiti dalla marchesa Dieke come parte del piano per trasferire la coscienza di suo figlio malato in un altro bambino tramite l'utilizzo della magia oscura. Vedendo sua madre sacrificata davanti a lui come parte del rituale e sviluppando la magia oscura nel mentre, Raphael, spinto dalla vendetta, cerca di uccidere i suoi oppressori aiutato dallo spirito del mago responsabile del rituale, che anche lui vuole vendicarsi dopo essere stato ucciso a tradimento dai sottoposti della marchesa Dieke. Dopo aver fatto il lavaggio del cervello ad alcune studentesse per cercare di incastrare Catarina, rapisce Maria e costringe temporaneamente Catarina in un sonno profondo, ma alla fine il gruppo di protagonisti trova il suo nascondiglio e Catarina pone fine alla sua oscurità rivelando il suo vero nome. Dopo aver sconfitto lo spirito del mago che lo controllava, Raphael assicura la marchesa Dieke alla giustizia e si unisce al Dipartimento della Magia.
Anne Shelley (アン・シェリー?, An Sherī)
Doppiata da: Azumi Waki
La cameriera personale di Catarina. Tiene d'occhio quest'ultima per conto di sua madre, che di solito finisce per fare una severa ramanzina alla figlia per qualche motivo. Anne è la figlia illegittima di un nobile, il barone Shelley, e di una delle sue domestiche. Suo padre decide di tenere Anne nella sua villa, intesa come strumento per un matrimonio politico. Tuttavia, quando scoppiò un incendio nella villa quando Anne aveva 15 anni, dove sua madre morì, fu espulsa dopo che il padre scoprì che aveva riportato delle cicatrici sul suo corpo. In seguito è diventata la cameriera personale di Catarina entrando nella villa dei Claes.
Millidiana Claes (ミリディアナ・クラエス?, Miridiana Kuraesu)
Doppiata da: Akiko Hiramatsu
La duchessa Millidiana Claes è la madre biologica di Catarina e la matrigna di Keith. In Fortune Lover era una matrigna crudele con Keith poiché pensava che quest'ultimo fosse il figlio illegittimo di suo marito e di un'amante. Grazie a Catarina, Millidiana scopre che non è così, cosa che la fa innamorare nuovamente del marito. Si mostra costernata per il comportamento selvaggio e poco signorile di sua figlia poiché quest'ultima è fidanzata con un principe. Preferirebbe che Catarina rompesse il suo fidanzamento con Geordo per risparmiare ulteriore imbarazzo ala famiglia Claes.
Luigi Claes (ルイジ・クラエス?, Ruiji Kuraesu)
Doppiato da: Takuto Yokoyama
Il duca Luigi Claes è il padre biologico di Catarina e il padrigno di Keith. Dopo che Catarina si è fidanzata con Geordo, adotta Keith, che era il figlio illegittimo di uno dei suoi parenti, allo scopo di assicurarsi che il nome della famiglia Claes continui a essere portato avanti. Tuttavia, questa decisione causa un malinteso con sua moglie, che pensa che non la ami più, convincendosi che Keith sia un suo figlio biologico avuto con un'altra donna, ma Catarina la aiuta a chiarire l'equivoco. Luigi ama la sua famiglia ed è un buon capo con i suoi servitori dove ha difeso Anne dopo che lei si è rifiutata di seguire suo padre dopo che quest'ultimo ha cercato di costringerla a un matrimonio indesiderato con un altro nobile.
Jeffrey Stuart (ジェフリー・スティアート?, Jefurī Sutiāto)
Doppiato da: Takehito Koyasu
Fratello maggiore di Geordo e Alan e primo principe in linea di successione al trono. Mentre in pubblico si comporta come uno sciocco, in realtà è una mente geniale che usa il suo personaggio pubblico per radunare nobili avidi e corrotti che pensando di poterlo controllare, in modo da poterli far arrestare al momento opportuno. Ama molto i suoi fratelli e tiene una grande collezione di foto di loro nella sua stanza. Nonostante sia in prima linea per il trono, Jeffrey non è interessato a diventare re e preferirebbe che lo diventasse uno dei suoi fratelli minori.
Susanna Randall (スザンナ・ランドール?, Suzanna Randōru)
Doppiata da: Sumire Uesaka
Fidanzata di Jeffrey. Maestra del travestimento, è conosciuta anche come Larna Smith (ラーナ・スミス?, Rāna Sumisu), capo del Dipartimento della Magia del regno. Nonostante siano fidanzati, sia Susanna che Jeffrey non provano nulla l'uno per l'altra e restano assieme solo per convenienza. Susanna sembra provare qualcosa per Catarina, dato che si diverte ad abbracciarla e le permette di entrare nel Dipartimento della Magia con Maria.
Ian Stuart (イアン・スティアート?, Ian Sutiāto)
Doppiato da: Yusuke Shirai
È il secondo principe in linea di successione al trono e il secondo fratello maggiore di Geordo e Alan. Tende a essere taciturno e a mostrare poche emozioni, il che ha fatto nascere voci sul fatto che sia freddo e infelice per il suo fidanzamento con Selena. In realtà, Ian ama Selena, ma si vergogna di mostrarle affetto perché ritiene inopportuno mostrarglielo in pubblico finché non si sposano.
Selena Burke (セリーナ・バーグ?, Serīna Bāgu)
Doppiata da: Yui Ogura
Fidanzata di Ian. Figlia di un'importante famiglia nobile dotata di poteri magici, è stata fidanzata con Ian nell'ambito di un accordo tra le loro famiglie. Innamorata di Ian fin da quando erano bambini, Selena si sforza di diventare una donna degna di essere sua moglie. Tuttavia, con l'avanzare dell'età e la scoperta della debolezza di Selena nel campo della magia, la gente ha iniziato a disapprovare il suo fidanzamento con Ian, e persino i suoi genitori hanno pensato che avrebbero dovuto annullare il fidanzamento, portando Selena ad essere insicura nei confronti di se stessa.
Rufus Brode (ルーファス・ブロード?, Rūfasu Burōdo) / Sora Smith (ソラ・スミス?, Sora Sumisu)
Doppiato da: Kohsuke Toriumi
Maggiordomo apparentemente alle dipendenze di Selena, la usa invece per rapire Catarina e al contempo farla apparire la responsabile. Lo scopo apparente è quello di eliminare i principali concorrenti  al trono di Jeffrey (che non è interessato). Conosce la magia nera, che usa per ipnotizzare le sue vittime. Col tempo, inizia a sciogliersi con Catarina e a rivelarle il suo lato vulnerabile, finendo per voltare pagina ed entrare a far parte del Dipartimento della Magia dopo che la mente del rapimento viene arrestata.
"Sarah"Doppiata da: Aoi Yūki. Una ragazza misteriosa che pratica la magia nera e ha un ruolo chiave nel rapimento di Keith.

## Media

### Light novel
La serie, scritta da Satoru Yamaguchi, è stata inizialmente pubblicata come web novel sul sito web di romanzi scritti dagli utenti Shōsetsuka ni narō dal 6 luglio 2014 al 23 marzo 2015. In seguito è stata acquistata da Ichijinsha, che ha iniziato a pubblicarla sotto l'etichetta Ichijinsha Bunko Iris con le illustrazioni di Nami Hidaka dal 20 agosto 2015. Al 18 luglio 2025 i volumi totali pubblicati sono 15.
| Nº | Data di prima pubblicazione | Data di prima pubblicazione                                                 | Data di prima pubblicazione |
| Nº | Giapponese                  | Giapponese                                                                  |                             |
| -- | --------------------------- | --------------------------------------------------------------------------- | --------------------------- |
| 1  | 20 agosto 2015              | ISBN 978-4-7580-4753-1                                                      |                             |
| 2  | 19 settembre 2015           | ISBN 978-4-7580-4756-2                                                      |                             |
| 3  | 20 febbraio 2016            | ISBN 978-4-7580-4800-2                                                      |                             |
| 4  | 20 luglio 2016              | ISBN 978-4-7580-4838-5                                                      |                             |
| 5  | 20 maggio 2017              | ISBN 978-4-7580-4950-4                                                      |                             |
| 6  | 20 marzo 2018               | ISBN 978-4-7580-9045-2                                                      |                             |
| 7  | 20 ottobre 2018             | ISBN 978-4-7580-9113-8 (ed. regolare) ISBN 978-4-7580-9114-5 (ed. limitata) |                             |
| 8  | 20 luglio 2019              | ISBN 978-4-7580-9189-3                                                      |                             |
| 9  | 20 aprile 2020              | ISBN 978-4-7580-9261-6 (ed. regolare) ISBN 978-4-7580-9262-3 (ed. limitata) |                             |
| 10 | 20 febbraio 2021            | ISBN 978-4-7580-9339-2                                                      |                             |
| 11 | 20 agosto 2021              | ISBN 978-4-7580-9390-3 (ed. regolare) ISBN 978-4-7580-9391-0 (ed. limitata) |                             |
| 12 | 20 ottobre 2022             | ISBN 978-4-7580-9499-3                                                      |                             |
| 13 | 20 settembre 2023           | ISBN 978-4-7580-9582-2                                                      |                             |
| 14 | 20 agosto 2024              | ISBN 978-4-7580-9668-3                                                      |                             |
| 15 | 18 luglio 2025              | ISBN 978-4-7580-9743-7                                                      |                             |

### Manga
Esistono due differenti adattamenti manga. Il primo, omonimo della light novel e che adatta gli eventi di quest'ultima, viene disegnato da Nami Hidaka e serializzato dal 28 agosto 2017 sulla rivista mensile Monthly Comic Zero Sum di Ichijinsha. I capitoli vengono raccolti in volumi tankōbon dal 24 marzo 2018; al 26 dicembre 2024 i volumi totali ammontano a 11.
Il secondo adattamento, Otome Gēmu no hametsu Furagu shika nai akuyaku reijō ni tensei shite shimatta… Zettai zetsumei! Hametsu sunzen-hen (乙女ゲームの破滅フラグしかない悪役令嬢に転生してしまった…絶体絶命！破滅寸前編? lett. "Mi sono reincarnata in un gioco otome come una cattiva con solo eventi spiacevoli... Sono in una situazione disperata! Sull'orlo ella distruzione"), è stato disegnato da nishi e serializzato sempre su Monthly Comic Zero Sum dal 1º novembre 2019 al 2 luglio 2021. I capitoli sono stati raccolti in 3 volumi tankōbon pubblicati dal 25 maggio 2020 al 30 luglio 2021. Questo manga narra l'ipotetico scenario in cui viene mostrato cosa potrebbe accadere se Catarina recuperasse i suoi ricordi quando aveva quindici anni anziché durante la sua infanzia, lasciandola senza gli amici e le relazioni che aveva acquisito nell'evitare di finire in uno dei suoi finali spiacevoli.
Un'antologia di manga, Otome Gēmu no hametsu Furagu shika nai akuyaku reijō ni tensei shite shimatta… Komikku Ansorojī (乙女ゲームの破滅フラグしかない悪役令嬢に転生してしまった… コミックアンソロジー? lett. "Mi sono reincarnata in un gioco otome come una cattiva con solo eventi spiacevoli... Comic Anthology"), ad opera di vari autori è stata pubblicata in 2 volumi tankōbon dal 25 marzo 2020 al 24 giugno 2021.
Una seconda antologia, Otome Gēmu no hametsu Furagu shika nai akuyaku reijō ni tensei shite shimatta… GIRLS PATCH (乙女ゲームの破滅フラグしかない悪役令嬢に転生してしまった… GIRLS PATCH? lett. "Mi sono reincarnata in un gioco otome come una cattiva con solo eventi spiacevoli... GIRLS PATCH"), è uscita il 26 giugno 2020.
Una terza antologia, Otome Gēmu no hametsu Furagu shika nai akuyaku reijō ni tensei shite shimatta… kōshiki Ansorojī Komikku ~Suīto Memorīzu~ (乙女ゲームの破滅フラグしかない悪役令嬢に転生してしまった…公式アンソロジーコミック～スウィートメモリーズ～? lett. "Mi sono reincarnata in un gioco otome come una cattiva con solo eventi spiacevoli... ~Sweet Memories~"), è uscita il 29 ottobre 2021.
My Next Life as a Villainess: All Routes Lead to Doom!
| Nº | Data di prima pubblicazione | Data di prima pubblicazione                                                 | Data di prima pubblicazione |
| Nº | Giapponese                  | Giapponese                                                                  |                             |
| -- | --------------------------- | --------------------------------------------------------------------------- | --------------------------- |
| 1  | 24 marzo 2018               | ISBN 978-4-7580-3338-1                                                      |                             |
| 2  | 25 ottobre 2018             | ISBN 978-4-7580-3394-7                                                      |                             |
| 3  | 25 aprile 2019              | ISBN 978-4-7580-3429-6 (ed. regolare) ISBN 978-4-75-803430-2 (ed. limitata) |                             |
| 4  | 25 ottobre 2019             | ISBN 978-4-7580-3464-7                                                      |                             |
| 5  | 25 maggio 2020              | ISBN 978-4-7580-3513-2 (ed. regolare) ISBN 978-4-7580-3514-9 (ed. limitata) |                             |
| 6  | 25 gennaio 2021             | ISBN 978-4-7580-3576-7                                                      |                             |
| 7  | 30 settembre 2021           | ISBN 978-4-7580-3653-5 (ed. regolare) ISBN 978-4-7580-3654-2 (ed. limitata) |                             |
| 8  | 30 settembre 2022           | ISBN 978-4-7580-3792-1                                                      |                             |
| 9  | 30 giugno 2023              | ISBN 978-4-7580-3903-1                                                      |                             |
| 10 | 29 marzo 2024               | ISBN 978-4-7580-8484-0                                                      |                             |
| 11 | 26 dicembre 2024            | ISBN 978-4-7580-8632-5                                                      |                             |
| 12 | 29 agosto 2025              | ISBN 978-4-7580-8783-4                                                      |                             |

Otome Gēmu no hametsu Furagu shika nai akuyaku reijō ni tensei shite shimatta… Zettai zetsumei! Hametsu sunzen-hen
| Nº | Data di prima pubblicazione | Data di prima pubblicazione | Data di prima pubblicazione |
| Nº | Giapponese                  | Giapponese                  |                             |
| -- | --------------------------- | --------------------------- | --------------------------- |
| 1  | 25 maggio 2020              | ISBN 978-4-7580-3515-6      |                             |
| 2  | 25 gennaio 2021             | ISBN 978-4-7580-3577-4      |                             |
| 3  | 30 luglio 2021              | ISBN 978-4-7580-3632-0      |                             |

Antologie
| Komikku Ansorojī (2 volumi) |                 |                        |
| 1                           | 25 marzo 2020   | ISBN 978-4-7580-2099-2 |
| 2                           | 24 giugno 2021  | ISBN 978-4-7580-2269-9 |
| GIRLS PATCH (1 volume)      |                 |                        |
| 1                           | 26 giugno 2020  | ISBN 978-4-7580-2129-6 |
| Suīto Memorīzu (1 volume)   |                 |                        |
| 1                           | 29 ottobre 2021 | ISBN 978-4-7580-3672-6 |

### Anime
Un adattamento anime è stato annunciato da Ichijinsha il 19 ottobre 2018. In seguito è stato successivamente specificato che si sarebbe trattato di una serie televisiva il 18 luglio 2019. La serie è stata animata da Silver Link e diretta da Keisuke Inoue, con Megumi Shimizu che si è occupata della sceneggiatura e Miwa Oshima del character design. Natsumi Tabuchi, Hanae Nakamura, Tatsuhiko Saiki, Miki Sakurai e Shu Kanematsu hanno invece composto la colonna sonora.
La serie è stata trasmessa in Giappone su Tokyo MX, BS11, MBS, AT-X, J Tele e altre reti dal 5 aprile al 21 giugno 2020. La band Angela ha cantato la sigla d'apertura Otome no Route wa hitotsu janai! (乙女のルートはひとつじゃない!?, Otome no Rūto wa hitotsu janai!, lett. "C'è più di un solo percorso per una fanciulla!") mentre Shouta Aoi quella di chiusura Bad End. Crunchyroll ha trasmesso la serie in streaming in versione sottotitolata in vari Paesi del mondo, tra cui l'Italia.
Una seconda stagione, My Next Life as a Villainess: All Routes Lead to Doom! X (乙女ゲームの破滅フラグしかない悪役令嬢に転生してしまった…X?, Otome Gēmu no hametsu Furagu shika nai akuyaku reijō ni tensei shite shimatta… X) , è stata trasmessa dal 3 luglio al 18 settembre 2021 nel contenitore Super Animeism su MBS, TBS, BS-TBS e BS Asahi. La band Angela ha cantato la sigla d'apertura Andante ni koi o shite! (アンダンテに恋をして！? lett. "Innamorati ad Andante!") mentre Shouta Aoi quella di chiusura give me ♡ me. Un OAV è stato distribuito assieme all'edizione limitata del settimo volume del manga uscito il 30 settembre 2021. In maniera analoga alla prima stagione, anche la seconda e l'OAV sono stati distribuiti in versione sottotitolata da Crunchyroll in vari Paesi del mondo, tra cui l'Italia.
Dopo la conclusione della seconda stagione è stato annunciato che la serie avrebbe ricevuto un film anime. Il titolo del lungometraggio, Gekijōban otome Gēmu no hametsu Furagu shika nai akuyaku reijō ni tensei shite shimatta… (劇場版 乙女ゲームの破滅フラグしかない悪役令嬢に転生してしまった…?), è stato annunciato nell'aprile 2022 ed è uscito l'8 dicembre 2023.

#### Episodi

##### Prima stagione
| Nº | Titolo italiano Giapponese 「Kanji」 - Rōmaji | In onda        | In onda |
| Nº | Titolo italiano Giapponese 「Kanji」 - Rōmaji | Giapponese     |         |
| 1  | Mi sono ricordata della mia vita precedente... 「前世の記憶を思い出してしまった…」 - Zense no kioku o omoidashite shimatta... | 5 aprile 2020  |         |
| 1  | Catarina Claes, una giovane nobile, un giorno sbatte accidentalmente la testa e ricorda della sua vita precedente, in cui era un'otaku rimasta uccisa in un incidente stradale dopo essere stata sveglia tutta la notte a giocare a Fortune Lover, un videogioco otome. Dopo essersi inavvertitamente fidanzata con il giovane principe Geordo Stuart, Catarina si rende conto di trovarsi nel mondo di Fortune Lover, dove si è reincarnata come la cattiva condannata all'esilio o alla morte indipendentemente dal percorso che il giocatore intraprende nel gioco originale. Decisa a prendere contromisure per evitare la catastrofe, Catarina inizia a dedicarsi alla magia e all'agricoltura e si comporta in modo amichevole nei confronti del fratello minore adottivo Keith per evitare che si senta solo. Dopo aver convinto Keith a insegnarle la magia della terra, questi crea un'enorme bambola e Catarina si fa male, quindi Keith, sentendosi in colpa, si isola nella sua stanza. Catarina però abbatte la porta della sua camera da letto con un'ascia e si scusa con lui, dopodiché arriva sua madre e porta via Catarina per rimproverarla mentre Keith le fa un sorriso. |                |         |
| 2  | Un principe mi ha lanciato una sfida... 「王子に勝負を挑まれてしまった…」 - Ōji ni shōbu o idomarete shimatta... | 12 aprile 2020 |         |
| 2  | Catarina riceve un invito per ricevimento del tè dove incontra Mary Hunt, una ragazza timida alla quale chiede consigli su come coltivare le sue verdure. Quando le due stringono amicizia, Catarina usa involontariamente una frase che Alan, il fratello di Geordo, avrebbe dovuto dirle in Fortune Lover, e ciò fa si che Mary dedichi più attenzioni a Catarina. Il giorno dopo, Alan visita la famiglia Claes e accusa Catarina di aver sedotto Mary, quindi la sfida in un prova di abilità e Catarina sceglie una gara di arrampicata sull'albero. I due si sfidano più volte, ma Catarina ne esce sempre vincitrice in quanto nella sua precedente vita era bravissima a scalare gli alberi. Tempo dopo, Catarina sfida Alan in una competizione musicale dove il ragazzo eccelle nel piano, ma quando Geordo loda il fratello, questi se ne va infastidito ritenendo che sia solo una facciata. Alan dice a Catarina che si sente inferiore rispetto a Geordo, ma Catarina gli fa capire che anche suo fratello ha dei difetti e che dovrebbe essere orgoglioso della propria individualità, quindi Alan inizia ad avere più fiducia in se stesso. |                |         |
| 3  | Ho incontrato due fratelli bellissimi... 「麗しの美形兄妹と出会ってしまった…」 - Uruwashi no bikei kyōdai to deatte shimatta... | 19 aprile 2020 |         |
| 3  | Durante un ricevimento del tè organizzato da Geordo e Alan, Catarina salva una bellissima fanciulla di nome Sophia Ascart da alcune coetanee che la stavano discriminando e scopre che ha letto uno dei suoi romanzi rosa preferiti, Sophia e la Principessa di Smeraldo. Entusiasta di aver trovato una potenziale amica con cui condividere il suo amore per la lettura, Catarina fa presto amicizia con lei e la invita a casa sua. Un giorno, Sophia e suo fratello Nicol, un altro interesse amoroso di Fortune Lover, vengono a farle visita, quindi Catarina rende felice Sophia facendole dei complimenti per il suo aspetto e le chiede di diventare sua amica. Tempo dopo, Catarina trascorre una giornata a casa di Sophia, dove incontra i suoi genitori e scopre parte del fascino di Nicol, lodando l'amore di quest'ultimo per la sua famiglia e facendolo sorridere per la prima volta. Sette anni dopo, Catarina ha compiuto 15 anni e si prepara ad entrare nell'Accademia di Magia, il luogo in cui inizia la storia di Fortune Lover. |                |         |
| 4  | Mi sono iscritta all'Accademia di Magia... 「魔法学園に入学してしまった…」 - Mahō gakuen ni nyūgaku shite shimatta... | 26 aprile 2020 |         |
| 4  | Una volta iscrittasi all'Accademia di Magia, Catarina inizia a preoccuparsi di Maria Campbell, l'eroina di Fortune Lover, che presume stia già instaurando una relazione con i ragazzi. Catarina inizia così la sua vita all'Accademia in cerca di informazioni per scampare alla rovina, quindi incrocia Maria in un corridoio e la vede presenziare alle lezioni, poi pensa di continuare a concentrarsi sull'agricoltura nel caso dovesse essere costretta all'esilio. Alan invita Catarina a una futura recita scolastica, poi la ragazza entra nel Consiglio Studentesco, come i suoi amici, e qui ha modo di conoscere di persona Maria, con cui si congratula per i pasticcini che ha preparato. In seguito, Catarina protegge Maria, che aveva preparato dei dolcetti per lei, da alcune bulle e si rende conto che nel gioco originale era lei a maltrattare Maria mentre Geordo veniva in suo soccorso. Dato che Catarina ha inavvertitamente rubato un evento a Geordo, il suo percorso sembra iniziare a prendere una svolta diversa da quanto prospettato. |                |         |
| 5  | Ho visitato la casa dei genitori dell'eroina... 「主人公の実家にお邪魔してしまった…」 - Shujinkō no jikka ni ojama shite shimatta... | 3 maggio 2020  |         |
| 5  | Dopo essere stata in compagnia di Maria nell'aula del consiglio studentesco, Catarina pensa a un modo per migliorare la loro relazione e la salva da un altro atto di bullismo. Le due entrano ancora di più in confidenza e iniziano ad essere meno formali, dopodiché Catarina si rende conto di aver rubato un evento a Keith. Dopo aver parlato con le ragazze riguardo ai loro piani per il prossimo giorno libero, scopre che Maria andrà a trovare i suoi genitori. Tempo dopo, Catarina parte con Keith per far visita alla città natale di Maria. Qui incontra la madre della ragazza, che ricorda la solitudine vissuta dalla figlia durante l'infanzia a causa di alcune false voci che la descrivevano come la figlia illegittima di un nobile. Poco dopo arriva Maria, che intende preparare dei dolci per tutti e Catarina ricambia il favore curando il suo orto, quindi la madre di Maria si sente sollevata nel vedere che la figlia ha trovato una vera amica. Al tramonto, Catarina e Keith tornano a casa e qui la madre di Catarina rimprovera la figlia perché ha scoperto che cura un orto a scuola. |                |         |
| 6  | Mi sono divertita durante le vacanze estive... 「夏休みだから楽しく遊んでしまった…」 - Natsuyasumi da kara tanoshiku asonde shimatta... | 10 maggio 2020 |         |
| 6  | Durante le vacanze estive, Catarina, decide di non abbassare la guardia per evitare la rovina e si esercita a lanciare serpenti giocattolo e a curare l'orto. Nel frattempo, sua madre si confida con la cameriera Anne, notando che la figlia è cambiata in meglio da quando ha battuto la testa da bambina. Keith, invece, ricorda che grazie a Catarina ha smesso di avere incubi legati al suo passato. Tempo dopo, Geordo invita Catarina a un appuntamento al lago, ma lei fraintende e invita anche gli altri, organizzando una gara in barca. Un giorno, Catarina va a fare compere con Sophia e Nicol, e qui il ragazzo la ringrazia per aver migliorato la loro vita e flirta leggermente con lei. Una sera, Catarina si unisce a Mary per assistere a un recital di pianoforte di Alan e intuisce che è innamorato di una ragazza, senza capire di chi si tratti. Prima del ritorno a scuola, Catarina si mette a fare i compiti delle vacanze estive e chiede l'aiuto di Keith. Dopo essersi addormentata, fa un sogno in cui ricorda di un'amica della sua vita precedente, e quando si sveglia se lo dimentica e si rende conto di non aver finito i compiti. |                |         |
| 7  | Sono entrata in un dungeon pericoloso... 「危険なダンジョンに入ってしまった…」 - Kiken na Danjon ni haitte shimatta... | 17 maggio 2020 |         |
| 7  | Sophia ha un sogno in cui vede Atsuko Sasaki, l'amica di Catarina nel mondo reale, e del rapporto che hanno stretto insieme. Quando però Catarina scompare, Atsuko esprime il desiderio di reincarnasi e vivere la sua prossima vita come amica di Catarina. Appena svegliata, Sophia dice a Catarina di aver avuto un brutto sogno e l'amica le ricorda che tra poco inizieranno gli esami. Durante il giorno dell'esame pratico, a tutti viene assegnato il compito di esplorare alcune rovine per recuperare una pietra magica, e Catarina finisce in squadra con Geordo, Keith e Sophia. Una volta all'interno, Catarina fa scattare accidentalmente diverse trappole e finisce per cadere in un passaggio nascosto, dove trova inconsapevolmente la pietra magica mentre raccoglie dei funghi. Sophia, guidata dalla magia del vento di Nicol, viene in soccorso di Catarina che rischia di cadere da un dirupo, ma vengono entrambe salvate da un misterioso vortice d'aria. Una volta tutti riuniti, Maria nota un'energia oscura vicina a Catarina. |                |         |
| 8  | Sono stata travolta dal desiderio... 「欲望にまみれてしまった…」 - Yokubō ni mamirete shimatta... | 24 maggio 2020 |         |
| 8  | Per distrarsi un po' dai prossimi esami, Catarina cura l'orto e regala ad Alan una zucca, quindi chiede a Mary di studiare con lei. Su consiglio di Sirius, Catarina e Mary si dirigono nella biblioteca per studiare e si uniscono i loro amici. Una volta lì, Catarina prende un libro magico che risucchia tutti all'interno, tranne Mary e Maria. Le due ragazze scoprono che l'unico modo per salvare i loro amici è far si che uno di loro realizzi un desiderio nel mondo del libro, ma Mary non riesce a proseguire con la lettura in quanto tutte le storie coinvolgono uno degli altri personaggi che tenta di conquistare Catarina. Capendo che nessuno dei racconti mostra il desiderio di Catarina, le due ragazze leggono di uno scenario in cui Catarina può mangiare tutti i dolci che vuole, e il desiderio è così potente che riesce a liberare tutti. Successivamente, Alan, la cui storia era stata interrotta perché Mary non voleva che realizzasse i suoi sentimenti, incontra Catarina che gioca in un prato e si unisce a lei. Condividono un momento intimo mentre si siedono in cima a un albero per guardare il tramonto, ma Mary corre verso di loro per interromperli.                                                                                                  |                |         |
| 9  | Le follie del pigiama party... 「パジャマパーティで盛り上がってしまった…」 - Pajama Pāti de moriagatte shimatta… | 31 maggio 2020 |         |
| 9  | Catarina supera gli esami e ringrazia la sua cameriera, Anne Shelley, per essere stata al suo fianco. Mentre Catarina trascorre del tempo con i suoi amici, Anne nota che la ragazza non si rende conto dei sentimenti che provano tutti nei suoi confronti nonostante siano palesi. Le ragazze organizzano un pigiama party per festeggiare, e tramite un flashback viene rivelato che Anne è la figlia di un barone e di una domestica e che è rimasta sfregiata in un incendio che ha tolto la vita a sua madre ed è stata ritenuta non idonea al matrimonio da suo padre. Dopo essersi unita alla famiglia Claes, inizialmente cercò di essere solo uno strumento finché la personalità di Catarina non cambiò in seguito all'incidente, e da quel giorno imparò ad essere se stessa grazie alla gentilezza di Catarina. Quando il padre di Anne cercò di farla sposare, Catarina si oppose e lo convinse ad annullare la cerimonia e a lasciare che Anne rimanesse con lei. Un giorno, Geordo riceve un elegante invito da Catarina e si fa delle grandi aspettative, ma quando arriva da lei scopre che questa ha invitato anche gli altri per darle una mano con il raccolto. Tempo dopo, a scuola, Catarina deve vedersela con un'altra ragazza che afferma che rivelerà i suoi atti malvagi. |                |         |
| 10 | È arrivato il momento della mia disfatta... Parte 1 「破滅の時が訪れてしまった…前編」 - Hametsu no toki ga otozurete shimatta... zenpen | 7 giugno 2020  |         |
| 10 | In maniera analoga al gioco, Catarina viene accusata di bullismo nei confronti di Maria, ma lei e gli altri garantiscono la sua innocenza. Evitata la disfatta, Catarina si sente sollevata e Maria si allontana dal gruppo per indagare su un'aura oscura, ma poi scompare nel nulla. Dopo tre giorni di ricerche, Geordo scopre che il fascicolo delle prove utilizzate dalle mandanti contro Catarina non è stato scritto da loro e queste non ricordano il motivo per cui l'hanno accusata. Inoltre, il ragazzo sospetta che siano state controllate dalla magia oscura e che Maria, essendo in grado di rilevarla, sia stata catturata. Durante la notte, Catarina fa un incubo in cui vede tutti i suoi amici morti e non riesce a dormire. Affaticata la mattina dopo, si riposa in infermeria e, mentre sta per tornare in classe, si siede su una panchina e ricorda il suo primo incontro con Maria. Qui incontra Sirius Dieke e Catarina ricorda che nella sua vita passata Atsuko le aveva parlato di un personaggio nascosto nel gioco che possedeva la magia oscura. Catarina si rende conto che il colpevole è Sirius e questi dichiara il suo odio nei suoi confronti e la addormenta.                                                                                                |                |         |
| 11 | È arrivato il momento della mia disfatta... Parte 2 「破滅の時が訪れてしまった…後編」 - Hametsu no toki ga otozurete shimatta... kōhen | 14 giugno 2020 |         |
| 11 | La mente di Catarina la porta in un mondo che somiglia alla sua vita precedente da otaku e tutto le sembra normale. Dopo aver scoperto da un dottore che la ragazza potrebbe morire se continuerà a rimanere nel suo stato di sonno eterno, tutti i suoi amici fanno del loro meglio per trovare un modo per risvegliarla, ma invano. Mentre Geordo e gli altri riflettono sui sentimenti che provano per Catarina, Sophia, che si rivela essere la reincarnazione di Atsuko, sente la voce della sé del passato che le dice che troverà un modo per raggiungere Catarina nel mondo dei sogni e guidarla nel luogo a cui ora appartiene. Grazie alle parole d'addio di Atsuko, Catarina recupera i suoi ricordi e scopre dove si trova Maria, così parte insieme agli altri per salvarla e affrontare Sirius. |                |         |
| 12 | L'evento finale ha inizio... 「最終イベントが来てしまった…」 - Saishū Ibento ga kite shimatta... | 21 giugno 2020 |         |
| 12 | Sirius, il cui vero nome si rivela essere Raphael Walt, spiega come la marchesa Dieke fece uccidere sua madre da un mago per acquisire la magia oscura e fare un rituale per trasferire la coscienza e i ricordi del vero Sirius nel corpo di Raphael. Dopo che il mago è stato ucciso a tradimento dalla marchesa, Raphael ha ottenuto la magia oscura insieme ai ricordi di Sirius pur conservando i suoi, quindi ha giurato vendetta. Ricordandosi della gentilezza della madre grazie all'aiuto di Catarina, Raphael scopre che la vera fonte della magia oscura era il mago che lo possedeva dopo la sua morte, ma alla fine riesce a scacciarlo. Successivamente, Raphael lascia la scuola per espiare i suoi peccati e la marchesa Dieke viene assicurata alla giustizia. Durante la festa per il diploma del secondo anno, che è anche l'evento finale del gioco in cui Maria dovrebbe dichiararsi a uno degli interessi amorosi, Catarina crede di essere arrivata al finale dell'amicizia, ignorando che in realtà si tratta di un gyaku harem. Raphael si unisce al Dipartimento della Magia e diventa un altro degli ammiratori di Catarina, mentre lei attende con ansia di vedere ciò che va oltre la storia di Fortune Lover.                                                          |                |         |

##### Seconda stagione
| Nº       | Titolo italiano Giapponese 「Kanji」 - Rōmaji | In onda           | In onda |
| Nº       | Titolo italiano Giapponese 「Kanji」 - Rōmaji | Giapponese        |         |
| 1        | Ho evitato la rovina, e mi sono fatta prendere la mano al Festival della Cultura... 「破滅フラグを回避したので文化祭で浮かれてしまった…」 - Hametsu Furagu o kaihi shita no de bunkasai de ukarete shimatta... | 3 luglio 2021     |         |
| 1        | Dopo essere riuscita a scampare alla rovina nella stagione precedente, Catarina fa giardinaggio e tramite un flashback spiega come è riuscita nell'impresa, ripercorrendo gli eventi principali. Qualche tempo dopo, Geordo informa Catarina della Festa della Scuola e discute con Keith che si dimostra piuttosto geloso nei confronti della sorella. In vista della festa, Catarina incontra tutti i suoi amici per gestire l'organizzazione al meglio, pensando al cibo e a una recita. Il giorno della festa, Catarina si diverte e fraintende la discussione tra Keith e Mary, i quali provano segretamente dei sentimenti per lei. Al teatro, Catarina parla della recita con Nicol e Sophia e il ragazzo dichiara il suo amore a Catarina tramite una battuta dello spettacolo, mandando Catarina su di giri. Poco dopo, Catarina incontra Raphael e Maria, e decide di unirsi al Dipartimento della Magia per ritardare i doveri legati al suo futuro matrimonio, il che le garantirà di poter vedersi ancora con l'amica Maria. Mentre Catarina è in compagnia di Geordo e Alan, incontra i loro fratelli, Jeffrey e Ian, assieme alle rispettive fidanzate, Susanna Randall e Selena Berg. Alla fine, Geordo viene informato che c'è un problema e Catarina invece viene mostrata mentre maltratta Maria su un palcoscenico e si chiede come si sia ritrovata in quella situazione. |                   |         |
| 2        | Mi sono trasformata in una cattiva... 「悪役になってしまった…」 - Akuyaku ni natte shimatta... | 10 luglio 2021    |         |
| 2        | Dato che una delle attrici dell'opera di Sophia non è in grado di recitare a causa di un infortunio, Catarina accetta di sostituirla. L'opera di Sophia, che somiglia in parte a Cenerentola, vede Maria nei panni di Marianne, Mary e Catarina interpretano le sorellastre malvagie, Geordo il principe mentre Keith un abitante del villaggio e amico di Marianne. Non riuscendo a memorizzare le battute, Catarina prepara un gobbo e lo nasconde nel suo ventaglio. Lo spettacolo inizia senza problemi ma quando Catarina entra in scena perde il foglio che le serviva, così prova a recuperarlo con l'aiuto di Mary, ma dopo aver fallito, improvvisa le battute comportandosi come una cattiva, cosa che impressiona positivamente il pubblico. Ispirata dalla performance di Catarina, Sophia aggiunge un nuovo personaggio nello spettacolo, un cavaliere nero mascherato interpretato da Nicol. Durante la scena del ballo però Geordo e Keith duellano con Nicol in quanto vuole rapire il personaggio di Catarina, e la ragazza improvvisa spiegando che tutto ciò faceva parte di un piano per attirare l'attenzione su di lei. Lo spettacolo di Sophia si rivela un successo e molti attori ringraziano Catarina per averlo salvato. Durante la notte, Catarina deve recarsi a una festa ma viene improvvisamente narcotizzata e rapita.                                        |                   |         |
| 3        | Sono stata rapita... 「囚われの身になってしまった…」 - Toraware no mi ni natte shimatta... | 17 luglio 2021    |         |
| 3        | Mentre Geordo riceve una lettera, Catarina si sveglia in una villa sconosciuta e scopre che i suoi rapitori sono Selena, il suo maggiordomo Rufus e la cameriera Lana. Nonostante ciò, Catarina viene trattata bene ma ogni volta che chiede a Selena il motivo del rapimento, Rufus dissuade Selena. Nel frattempo, Geordo rivela a Jeffrey che nella lettera ricevuta i rapitori gli hanno chiesto di rinunciare al trono per riavere indietro Catarina. Durante la notte, Selena spiega a Catarina che ha ideato il rapimento per aumentare le possibilità di Ian di diventare re e avere solo Jeffrey come rivale. Nel frattempo, gli amici di Catarina intuiscono che dietro tutto ciò ci sia nuovamente la magia oscura e Raphael li rassicura che la loro amica è al sicuro. Selena dice a Catarina che Ian è brusco nei suoi confronti e alcune persone sostengono che non le piaccia più, anche se lei è innamorata e cerca di supportarlo, Catarina però le fa capire che non dovrebbe fidarsi delle dicerie e chiedere allo stesso Ian se la ama. Toccata dalla sua gentilezza, Selena decide di liberarla, ma viene addormentata da un incantesimo di Rufus, che si rivela essere la vera mente dietro il piano e intende usare Selena come capro espiatorio per far sparire Ian, Geordo e Catarina.                                                                               |                   |         |
| 4        | Ho preso amichevolmente il tè con un maggiordomo attraente... 「色っぽい執事と仲良くお茶をしてしまった…」 - Iroppoi shitsuji to nakayoku ocha o shite shimatta... | 24 luglio 2021    |         |
| 4        | Rufus rivela di essere in grado di utilizzare la magia oscura e che il suo padrone desidera che Jeffrey diventi re. Catarina rimane calma, il che intriga e diverte Rufus, poiché non sembra avere paura di lui. I due iniziano a parlare e conoscersi meglio, e Rufus racconta che quando era bambino era stato venduto come schiavo al suo padrone David Mason. In seguito, Rufus ricorda del suo passato: era un orfano senza nome che viveva nei bassifondi che un giorno incontrò un mago gentile che gli diede il nome di Sora. In seguito il mago si ammalò e Sora tentò di rubare una medicina costosa per cercare di salvargli la vita, ma fu catturato e non riuscì a salvarlo. Alla sera, Rufus e Catarina cenano e si fanno la promessa di viaggiare in vari Paesi, e più tardi il maggiordomo decide di arrendersi dopo che ha scoperto che il complotto di Mason è stato smascherato. Così arrivano gli amici di Catarina e Lana rivela di essere Larna Smith, il capo del Dipartimento della Magia, e Rufus si costituisce. Ian si riunisce con Selena, confessandole il suo amore e scusandosi con lei. Nel frattempo, Catarina si ritrova con i suoi amici, che scoprono che Rufus le ha dato un succhiotto senza che lei se ne rendesse conto. Per fare in modo che Catarina capisca i suoi sentimenti, Geordo la bacia sulle labbra davanti a tutti.                        |                   |         |
| 5        | Sprizza d'amore per i fratelli più piccoli... 「弟たちへの愛が溢れてしまった…」 - Otōto-tachi e no ai ga afurete shimatta... | 31 luglio 2021    |         |
| 5        | Credendo che il bacio datogli da Geordo sia stato un sogno, Catarina torna alla vita di sempre ma nota che i suoi amici sono diventati iperprotettivi a seguito degli scorsi incidenti. Nel frattempo, Larna si rivela essere Susanna, che è una maestra del travestimento, e riferisce a Jeffrey le informazioni ricevute da Rufus. Jeffrey racconta del passato dei fratelli Stuart, spiegando che erano rimasti coinvolti nelle lotte di successione tra le varie fazioni per diventare re. Racconta anche che Alan da bambino era cagionevole, e perciò doveva essere accudito dalla madre mentre gli altre fratelli venivano cresciuti dalla servitù. Alan va a trovare Geordo che sta svolgendo un incarico per Mary, e i due si ritrovano a ricordare la loro infanzia: Geordo diventò freddo indifferente per via della costante assenza della madre mentre Alan divenne insicuro e pieno di risentimento in quanto tutti lo paragonavano a Geordo. Grazie all'influenza di Catarina, Geordo e Alan sono però riusciti a recuperare il loro rapporto e migliorarlo, e i quattro fratelli Stuart hanno continuato a sostenersi l'uno con l'altro. Alla fine, Catarina incontra Geordo che la bacia nuovamente per dimostrare che ciò che è successo tra loro non è stato un sogno, il che le fa capire che Geordo la ama veramente.                                                     |                   |         |
| 6        | Ho avuto un'avventura estiva... 「ひと夏の冒険をしてしまった…」 - Hito natsu no bōken o shite shimatta... | 7 agosto 2021     |         |
| 6        | Catarina viene invitata da Geordo nella sua residenza estiva, ma si presentano anche i suoi amici, che sono stati invitati da Alan. A questo punto, sebbene sia consapevole dei sentimenti di Geordo, Catarina non intende sposarlo e diventare un membro della famiglia reale poiché significherebbe porre fine al suo stile di vita spensierato. Vedendola preoccupata, Maria suggerisce a Catarina di entrare con lei nel Dipartimento della Magia, dopodiché arrivano Mary e Sophia e scoppia un temporale. Dopo essersi riparate in un cottage, Catarina, Mary e Sophia raccontano a Maria della prima volta in cui sono andate nella residenza estiva degli Stuart durante l'infanzia. In quel periodo, il gruppo di amici si era messo alla ricerca di un fantasma in una foresta vicina, ma dopo l'arrivo della pioggia, Catarina, Mary, Sophia e le loro cameriere si erano dirette all'interno dello stesso cottage visto nel presente. Il giorno dopo, i bambini scoprirono che il cosiddetto fantasma nella foresta era in realtà la madre di Catarina che rimproverava sua figlia per essersi arrampicata nuovamente sugli alberi. Nel presente, le ragazze mostrano a Maria lo splendido scenario della foresta dopo la fine della pioggia, e alla sera Catarina e i suoi amici guardano i fuochi d'artificio dal balcone.                                                       |                   |         |
| 7        | Il mio desiderio è stato esaudito... 「願いが叶ってしまった…」 - Negai ga kanatte shimatta... | 14 agosto 2021    |         |
| 7        | Al Dipartimento della Magia, Larna riflette riguardo ad alcuni strumenti magici mentre Raphael si lamenta con Sora, in quanto oberato di lavoro, e ricorda quando Larna lo prese sotto la sua ala protettrice. Il giorno dopo, Catarina e i suoi amici si recano al Dipartimento della Magia, e Larna mostra loro una casa delle bambole che esaudisce i desideri. Dopo che Larna si è assentata per questioni di lavoro, Catarina apre la porta della casa giocattolo e questa trasporta lei e i suoi amici al suo interno. Larna, Raphael, Sora e Anne osservano i sogni di Alan, Nicol, Sophia e Geordo, in cui ognuno di loro desidera stare con Catarina assumendo rispettivamente l'aspetto di un uccellino, un gatto, una fata e un avventuriero, mentre Catarina sogna di oziare. Raphael e Anne decidono quindi di trovare la bambola che controlla la casa per metterla a dormire e salvare i loro amici, quindi entrano a loro volta nell'oggetto magico. Una volta qui, si separano e Anne vede i sogni di Maria, Mary e Keith, dopodiché trova Catarina e insieme vanno a cercare Raphael, ma quest'ultimo non vuole andarsene. Quando Catarina riesce a farlo rinsavire, la bambola li attacca, ma Catarina riesce a disattivarla e tutti vengono liberati. Alla fine, Anne consiglia a Catarina di non indagare sui sogni dei suoi amici per evitare problemi.                  |                   |         |
| 8        | Ho partecipato a degli incontri per combinare un matrimonio... 「お見合いしてしまった…」 - Omiai shite shimatta... | 21 agosto 2021    |         |
| 8        | Nicol, dopo aver parlato con suo padre e Raphael, accetta di partecipare a un incontro per un matrimonio combinato in modo da accantonare il suo amore per Catarina. All'Accademia di Magia, Frey Randall chiacchiera con la sua amica Ginger Tucker, dopodiché arriva Catarina che vuole dargli una mano con il lavoro, ma Ginger si comporta in modo scostante con lei, proprio come una tsundere. A villa Ascart, Nicol passa diversi giorni interagendo con più candidate per il matrimonio finché non incontra Fray, che ammette di non essere interessata al fidanzamento. Mentre passeggiano, Nicol confida di essere innamorato di una ragazza mentre Fray afferma la sua volontà di lavorare al Dipartimento della Magia in quanto ammira Larna. Fray gli dice anche che dovrebbe essere sincero con se stesso riguardo ai suoi sentimenti per Catarina poiché lei non ha ricambiato le attenzioni di Geordo nonostante siano fidanzati, e il consiglio si rivela simile a quello dato in precedenza da Raphael. Più tardi, Fray torna a casa con Ginger e le racconta cosa è successo. Durante la notte, Sophia rivela a Nicol che loro padre aveva deciso di sposare loro madre nonostante questa fosse già fidanzata con un altro uomo. Alla fine, Nicol segue il consiglio di Raphael e Fray e cerca di trascorrere più tempo con Catarina.                                       |                   |         |
| 9        | Keith è sparito... Prima parte 「キースがいなくなってしまった…（前編）」 - Kīsu ga inaku natte shimatta... (zenpen) | 28 agosto 2021    |         |
| 9        | Dopo aver visto i regali fatti da Geordo a Catarina, Keith esce di casa con la sorella, incontrano i loro amici e si recano all'Accademia. A fine giornata, Catarina dice a Keith di essere indecisa riguardo al suo ingresso nel Dipartimento della Magia e riconferma il suo disinteresse nel sposare Geordo. Qualche giorno dopo, Catarina, dopo aver lavorato ai campi, bussa alla porta della camera di Keith, ma viene sorpresa dalla madre in quanto ha sporcato la casa. Dopo una ramanzina, Catarina entra nella stanza di Keith e scopre che non c'è. Il giorno dopo, Catarina viene svegliata da Anne e va da sua madre che le consegna una lettera da Keith, che afferma di essere fuggito. Supponendo che Keith soffra di depressione a causa di Catarina, la madre la incarica di trovarlo e di scusarsi con lui. Prima di iniziare le ricerche, Catarina e Geordo fanno visita a Larna, che gli consegna Alexander, un orsacchiotto creato da Jeffrey in grado di localizzare le persone. Catarina, Geordo, Maria, Larna e Sora cercano Keith e durante una pausa Larna rivela a Catarina come si è interessata al mondo della magia. Intanto Keith si ritrova imprigionato e ricorda di essere stato avvicinato da una donna che aveva riconosciuto. Alla fine, arrivano suo fratello maggiore, Thomas Coleman, che inizia a picchiarlo, e una ragazza misteriosa.             |                   |         |
| 10       | Keith è sparito... Seconda parte 「キースがいなくなってしまった…（中編）」 - Kīsu ga inaku natte shimatta... (chūhen) | 4 settembre 2021  |         |
| 10       | Catarina, Geordo, Maria, Larna e Sora arrivano in una città e decidono di passare la notte in una locanda. A una bancarella, Catarina vede un oggetto che somiglia a un amuleto che desta il suo interesse, e Geordo glielo regala. Dopo cena, Catarina si rende conto di aver mangiato troppo, perciò va a sdraiarsi in camera, e più tardi litiga con l'orsacchiotto Alexander. Durante la notte, Catarina e Maria si promettono di fare un viaggio tutti insieme in futuro, e nel mentre Larna contatta Raphael per chiedere il rapporto riguardo alle indagini sulla scomparsa di Keith. Il giorno dopo, il gruppo continua le ricerche, e Catarina e Alexander si fanno dei dispetti. Altrove, la ragazza misteriosa rivela a Keith di volerlo usare come cavia per la magia nera. Il mattino seguente, Geordo cerca di consolare Catarina, ma viene fermato da Sora. Il gruppo si dirige quindi alla città di Noir dove si divide per proseguire le ricerche, e quando tornano insieme Maria nota la ragazza misteriosa che cammina in un vicolo. Larna allora li mette al corrente che Keith è stato in realtà rapito, dopo essere stato contattato dalla madre biologica, manipolata dalla magia nera, per consegnarlo a qualcun altro. Alla fine, Larna dice che il mattino dopo dovranno recarsi in una villa in periferia per salvare Keith.                                        |                   |         |
| 11       | Keith è sparito... Terza parte 「キースがいなくなってしまった…（後編）」 - Kīsu ga inaku natte shimatta... (kōhen) | 11 settembre 2021 |         |
| 11       | Dopo essersi risvegliata da un incubo, Catarina e il resto del gruppo si dirigono verso la villa, che è pesantemente sorvegliata. Dato che i rinforzi del Dipartimento della Magia non arriveranno prima del giorno dopo, Catarina e gli altri decidono di intervenire subito. Sora crea un diversivo che permette loro di intrufolarsi nella villa, e dopo aver sconfitto le guardie, il gruppo trova Thomas ferito a morte. Questi spiega che per invidia nei confronti del fratello, si è alleato con la ragazza misteriosa per ucciderlo. Dopo la sua morte, il gruppo scopre una stanza segreta e qui trovano Keith imprigionato da una grande aura di magia nera. Per debellare l'incantesimo, Larna, Maria e Sora si recano a cercare il responsabile mentre Catarina e Geordo vegliano su Keith. Mentre Catarina esterna i suoi sentimenti d'affetto per il fratello, l'amuleto la aiuta a liberarlo dall'abisso oscuro, quindi il ragazzo si risveglia, la bacia ma perde i sensi poco dopo. La magia nera dà vita a un famiglio a forma di cane, poi arriva la ragazza misteriosa che dice a Catarina che può tenerlo e afferma che un giorno si rincontreranno. Il gruppo torna a casa e qualche tempo dopo, Keith confessa a Catarina il suo amore, ma arrivano i loro amici a interromperlo.                                                                                      |                   |         |
| 12       | È arrivata la cerimonia del diploma... 「卒業式がやって来てしまった…」 - Sotsugyōshiki ga yatte Kite shimatta... | 18 settembre 2021 |         |
| 12       | Susanna informa Jeffrey che la vera colpevole del rapimento di Keith è Sarah, la ragazza misteriosa, la quale ha dei potenziali legami con la famiglia Dieke, poi spiega come Catarina è riuscita a salvare Keith. Nel frattempo, Catarina e i suoi amici si sono diplomati all'Accademia di Magia. In seguito, Catarina si diverte alla festa di diploma con gli altri, e si prepara a un'altra festa che si terrà al castello quella sera stessa. Alla sera, Catarina rivede alcune sue vecchie conoscenze durante la festa, poi balla prima con Geordo, poi con Keith e infine con Nicol. Più tardi, Catarina incontra Keith, che le confessa nuovamente il suo amore per lei, dopodiché la ragazza fa un pigiama party con Mary, Sophia e Maria. Mentre dorme, Catarina fa un sogno in cui vede la sua amica Atsuko e viene a conoscenza dell'esistenza di Fortune Lover II, seguito del primo gioco, dove il suo personaggio rischierà altri finali catastrofici. Un giorno, dopo aver curato il giardino con i suoi amici, Catarina e Maria si recano al Dipartimento della Magia, e qui incontrano Cyrus Lanchester e Dewey Percy, due dei nuovi personaggi di Fortune Lover II, che Catarina aveva precedentemente visto in sogno. |                   |         |
| 13 (OAV) | Ho incontrato la mia anima gemella... 「運命の人に出会ってしまった…」 - Unmei no hito ni deatte shimatta... | 30 settembre 2021 |         |
| 13 (OAV) | Geordo, Keith, Mary, Alan, Sophia e Nicol ricordano il loro primo incontro con Catarina, sottolineando come abbia influenzato positivamente le loro vite. |                   |         |

### Videogiochi
DVD bonus contenenti versioni demo di Fortune Lover, l'otome game in cui la storia è ambientata, sono stati inclusi nelle edizioni limitate delle versioni Blu-ray della prima stagione dell'anime. Un gioco per smartphone free-to-play intitolato Katarina nōen (カタリナ農園? lett. "La fattoria di Catarina") è stato pubblicato il 31 luglio 2020, con una versione di prova online resa disponibile dal 19 giugno al 31 agosto 2020. Un titolo per Nintendo Switch intitolato Otome Gēmu no hametsu Furagu shika nai akuyaku reijō ni tensei shite shimatta… ~haran o yobu kaizoku~ (乙女ゲームの破滅フラグしかない悪役令嬢に転生してしまった… ～波乱を呼ぶ海賊～? lett. "Mi sono reincarnata in un gioco otome come una cattiva con solo eventi spiacevoli... ～I pirati tumultuosi～") è uscito in Giappone il 23 dicembre 2021 mentre in Nord America è previsto per il 2024 edito da Idea Factory International. Il gioco presenta una storia originale che si svolge oltre l'evento della cerimonia del diploma di Fortune Lover, mostrando Catarina che ha eluso tutti gli eventi predestinati ma finirà per innescarne un altro legato a un incontro con un pirata.

### Merchandise
Il 27 settembre 2020 Premium Bandai ha iniziato a vendere cuscini per libri che presentano illustrazioni di Catarina e dei suoi quattro principali corteggiatori della serie. Ciascun cuscino si piega come un libro con il nome del personaggio rivolto all'esterno.

## Accoglienza
La light novel e il manga hanno più di 600 000 copie stampate. L'adattamento manga si è classificato al quarto posto ai Next Manga Award 2019 nella categoria cartacea.